# نورت‌پورت، شهرستان وپاکا، ویسکانسین
نورت‌پورت (به انگلیسی: Northport) یک منطقهٔ مسکونی در ایالات متحده آمریکا است که در شهرستان وپاکا، ویسکانسین واقع شده‌است. نورت‌پورت ۴۹۱ نفر جمعیت دارد.